# Orthomolekulare Medizin
Die orthomolekulare Medizin oder Orthomolekularmedizin (altgr. ὀρθός orthós ‚richtig‘ und molekular) ist eine alternativmedizinische Methode. Im Mittelpunkt steht die – teilweise hochdosierte – Verwendung von Vitaminen, Mineralstoffen, Spurenelementen und Fettsäuren zur Vermeidung und Behandlung von Krankheiten. Aus Sicht der orthomolekularen Medizin führe ein biochemisches Ungleichgewicht im Körper zu Krankheiten. Dieses Ungleichgewicht könne durch Hinzunahme von Nahrungsergänzungsmitteln ausgeglichen werden.
Einen Nachweis der Wirksamkeit dieser Methode gibt es nicht, den zugrunde liegenden Annahmen fehlt die Plausibilität.

## Konzeption
Als Wegbereiter gilt Linus Pauling, Träger des Chemie- und Friedensnobelpreises, der den Ausdruck „orthomolecular“ erstmals 1967 in einem Aufsatz für das IVG-Organ Vitalstoffe, Zivilisationskrankheiten gebrauchte. 1968 folgte ein Aufsatz über orthomolekulare Psychiatrie in Science, in dem Pauling die „orthomolekular-psychiatrische Therapie“ als „Behandlung von Geisteskrankheiten durch Bereitstellung der optimalen molekularen Umgebung für den Geist, insbesondere der optimalen Konzentrationen von Substanzen, die normalerweise im menschlichen Körper vorhanden sind“ definierte. 1974 formulierten Pauling und sein Kollege Arthur B. Robinson: „Wir glauben, dass eine signifikante Verbesserung der Gesundheit und eine Verringerung der altersspezifischen Morbidität und Mortalität bei verschiedenen Krankheiten erreicht werden kann, indem die Konzentrationen der normalerweise vorhandenen Moleküle im Körper variiert werden, von denen viele lebensnotwendig sind. Das entsprechende Gebiet wird als ‚orthomolekulare Medizin‘ bezeichnet.“ Die Brockhaus Enzyklopädie definierte die orthomolekulare Medizin als:

„die Erhaltung guter Gesundheit und Behandlung von Krankheiten durch die Veränderung der Konzentrationen von Substanzen im menschlichen Körper, die normalerweise im Körper vorhanden und für die Gesundheit erforderlich sind.“

Eine Definition gleichen Inhalts verwendeten Ewan Cameron und Linus Pauling bereits 1973 in einem gemeinsamen Artikel über den vermuteten Nutzen von Vitamin C in der therapeutischen Kontrolle von Krebserkrankungen und anderen Zellteilungsstörungen.
Ausgangspunkt der orthomolekularen Lehre ist die kontrovers diskutierte These, dass es heutzutage kaum noch möglich sei, sich über ausgewogene Ernährung ausreichend mit so genannten Vitalstoffen zu versorgen, weil die Lebensmittel aufgrund von unnatürlicher Züchtung, Transport, Lagerung und Zubereitung nur noch einen Bruchteil der ursprünglich vorhandenen Stoffe enthielten. Dies führe zu chronischem Mangel beim überwiegenden Teil der Bevölkerung. Daher sei eine Zuführung dieser Vitalstoffe über Nahrungsergänzungsmittel notwendig.
Die meisten Vitalstoffe werden in der orthomolekularen Medizin beträchtlich höher dosiert als von der Weltgesundheitsorganisation empfohlen. Laut den Befürwortern der orthomolekularen Ernährung gibt es unter anderem Erfolge bei der Behandlung von zahlreichen Krebserkrankungen und Neurodermitis.
In seinem 1970 veröffentlichten Buch Vitamin C and the Common Cold (Titel der deutschsprachigen Ausgabe: Vitamin C und der Schnupfen) behauptet Pauling, dass die tägliche Einnahme von 1000 mg Vitamin C die Inzidenzrate für Erkältungen für die meisten Menschen um 45 % reduziert. Einige bräuchten aber viel größere Mengen. Die Überarbeitung des Buches aus dem Jahr 1976, Vitamin C, the Common Cold and the Flu, propagiert noch höhere Dosierungen. Ein drittes, 1979 veröffentlichtes Buch behauptet, dass hohe Dosierungen von Vitamin C gegen Krebs wirksam sein könnten. Ein Flyer, der 1991 vom Linus Pauling Institute verbreitet wurde, empfahl als Tagesdosis 6000 bis 18000 mg Vitamin C, 400 bis 1600 IE Vitamin E und 25000 IE Vitamin A sowie verschiedene andere Vitamine und Mineralien. Pauling selbst will täglich 12000 mg Vitamin C eingenommen haben. Bei Symptomen einer Erkältung will er die Tagesdosis auf 40000 mg erhöht haben.
Ein weiterer Wegbereiter der Orthomolekularen Medizin war der kanadische Chemiker und Psychiater Abram Hoffer. 1967 gründete er das „Journal of Schizophrenia“, was später umbenannt wurde zum „Journal of Orthomolecular Medicine“.

## Begriff Megavitamintherapie
Unter Megavitamintherapie versteht man die Anwendung von Vitaminen in Dosen, die um ein Vielfaches (oft 100- bis 1000-fach) höher liegen als der physiologische Bedarf, der die Grundlage für die empfohlene Tagesdosis bildet.
Der Begriff stammt ursprünglich aus der orthomolekularen Psychiatrie, wo solche Megadosen an B-Vitaminen zur Behandlung von zum Beispiel Schizophrenie, Depressionen, Neurosen, Autismus und Hyperkinese propagiert werden. Einige Psychiater begannen während der 1950er-Jahre, hochdosierte Nährstoffe – ursprünglich nur Nicotinsäure – in die Behandlung schwerer psychischer Probleme einzuführen. Später wurde die Anwendung von Megadosen auch auf nichtpsychiatrische Krankheitsbilder und andere Vitalstoffe ausgedehnt.

## Kritik
Ein naturwissenschaftlicher und medizinischer Beweis, dass derart erhöhte Mengen an Vitalstoffen bei Patienten, die nicht unter Ernährungsmängeln leiden, klinisch wirksam sind, wurde nicht erbracht. Eine systematische Übersichtsarbeit von Jacobs und Mitarbeitern aus dem Jahr 2015 untersuchte zum Beispiel die Rolle von oral oder intravenös verabreichtem Vitamin C bei der Behandlung von Krebspatienten. Die Autoren kamen zum Ergebnis, dass keine qualitativ hochwertige Evidenz für die Erhöhung des Antitumoreffekts der Chemotherapie oder die Verringerung ihrer Toxizität existiere. Ein von 2019 stammender Meta-Review vorhandener Studien sieht ebenfalls keine klinisch relevanten Effekte einer Vitamin-C-Supplementation bei Krebs belegt. Eine hohe Vitamin-C-Gabe kann auch weder vor Erkältungskrankheiten schützen, noch hilft es eine bereits eingetretene Erkältung zu bessern.
Die naturwissenschaftliche und medizinische Kritik fokussiert sich insbesondere auf drei Argumente:
- Die angebliche Mangelversorgung der Bevölkerung entspricht nicht dem Ergebnis von anerkannten wissenschaftlichen Studien der Ernährungswissenschaft. So kommt eine Studie der American Medical Association zur Schlussfolgerung, dass die Annahme einer weitverbreiteten Mangelversorgung der Bevölkerung mit Vitaminen und Mineralstoffen unzutreffend sei, dass die Annahme, viele Krankheiten würden auf ungesunde Ernährung zurückzuführen sein, falsch sei und dass die Annahme, dass viele Krankheiten durch Supplementierung geheilt werden könnten, irrig sei.[17]
- Die Wirksamkeit des Konzepts der orthomolekularen Medizin konnte nicht mit naturwissenschaftlichen und medizinischen Studien belegt werden. Eine der größten Studien mit über 12.000 Patienten konnte innerhalb von 6 Jahren keinen Effekt von Vitamin B12 auf das Neuauftreten von Erkrankungen im Herz-Kreislaufsystem feststellen. Auch auf Krebserkrankungen hatte Vitamin B12 keinen Einfluss.[18] Für die Mehrheit der eingesetzten Stoffe liegen keine anerkannten Doppelblindstudien vor, die Nutzen, Nebenwirkungen und Gefahren dokumentieren und den tatsächlichen Bedarf jedes einzelnen Stoffes zu bestimmen ermöglichen.
- Die Überdosierung der eingesetzten Vitalstoffe kann hingegen sogar zu Gesundheitsschäden führen. Etliche Studien belegen, dass eine längerfristige hochdosierte Gabe von Vitaminen, wie sie in der orthomolekularen Medizin praktiziert wird, zu ernsthaften Gesundheitsschäden führen und die durchschnittliche Lebenserwartung verkürzen kann.[3][19]
  - Fettlösliche Vitamine wie Vitamin A, Vitamin E, Vitamin D und Vitamin K können sich im Körper anreichern und sind daher potenziell schädlich. So birgt der Verzehr von präformiertem Vitamin A in Form von Retinsäure das Risiko für lebertoxische und teratogene Wirkungen.[20] Bei Vitamin E wurde in drei Metaanalysen für Dosierungen von mehr als 400 IE eine erhöhte Sterblichkeit festgestellt,[21][3][22] auch wenn andere Wissenschaftler den Ergebnissen widersprachen.[23][24] In hohen Dosen kann Vitamin E Blutungen verursachen.[25]
  - Bei hoher Dosierung von Vitamin C (ab zwei Gramm täglich) kommt es zu Durchfall, Erbrechen oder Krämpfen. Bei Menschen mit Vorerkrankungen kann es zu Nierensteinen oder zu hoher Eisenaufnahme kommen. Vitamin C kann unter bestimmten Umständen oxidativen Stress verursachen. Es reduziert den B12- und Kupferspiegel. Der Körper reguliert das Vitamin-C-Level sehr genau: ab einer täglichen Zufuhr von 100 mg sind die Zellen gesättigt, ab einer Zufuhr von 200 mg erhöht sich die Plasmakonzentration nur noch geringfügig.[26] Eine Übersichtsarbeit der Cochrane Collaboration aus dem Jahr 2013 stellte keinen Einfluss der Vitamin-C-Supplementierung von täglich 200 mg und mehr auf die Erkältungshäufigkeit im Bevölkerungsdurchschnitt fest. Die Autoren bewerten, dass Vitamin-C-Supplementierung mit diesem Präventionsziel nicht gerechtfertigt sei, sehen zugleich aber eine geringe Berechtigung bei kurzfristiger, intensiver körperlicher Belastung (z. B. bei Polarforschern oder Marathonläufern).[27]
  - Von Vertretern der orthomolekularen Medizin werden Vitamin B6-Gaben sowie Zink zur Behandlung einer angeblichen „Kryptopyrrolurie“ oder Hämopyrrollaktamurie (HPU) bzw. Malvaria empfohlen. In der Literatur wird die erste Erwähnung dieses postulierten Syndroms dem Psychiater Abram Hoffer sowie beim kanadischen Toxikologen Donald G. Irvine aus den 1960er-Jahren zugeordnet.[28][29][30] Die postulierten einhergehenden Symptome sind sehr breit gefasst, beispielsweise Müdigkeit, Nahrungsmittelunverträglichkeiten, verminderte Fruchtbarkeit, Diabetes oder Übergewicht nach Schwangerschaft; eine angebliche Therapie wird insbesondere durch Heilpraktiker beworben.[30] Für das Syndrom gibt es keine wissenschaftliche Belege und deren Existenz wurde nie nachgewiesen.[31][29][30] Vitamin B6 kann in hohen Dosen zu sensorischen Neuropathien führen bis hin zu Lähmungserscheinungen in Händen und Füßen.[32] Überdosiertes Niacin kann allergieähnliche Reaktionen verursachen mit Rötung der Haut, Juckreiz und Quaddelbildung. Bei längerfristiger Überdosierung können Gelbsucht und Leberschäden die Folge sein.[32]

Für das Skeptic’s Dictionary ist die Orthomolekulare Medizin kein Zweig der Medizin. Vielmehr handele es sich „um eine Reihe von Überzeugungen hinsichtlich der Rolle von Ernährung und Nahrungsergänzungsmitteln für die menschliche Gesundheit und Krankheit“. Diese Überzeugungen seien im Allgemeinen von der Mehrheit der wissenschaftlichen Mediziner nicht akzeptiert.
Kritisiert werden auch die teils erheblichen Kosten einer Behandlung, die vor allem das Geschäft mit Nahrungsergänzungsmitteln fördere und durch die Hersteller von Supplementierungsprodukten unterstützt werde.

## Rechtliches
In Deutschland haben nur wenige Vitaminpräparate eine Zulassung als Arzneimittel. Die anderen werden als Nahrungsergänzungsmittel verkauft, für die die Werbung keine Hinweise auf eine vermeintliche arzneiliche Wirkung enthalten darf. Nahrungsergänzungsmittel unterliegen nicht dem Arzneimittelgesetz, sondern dem Lebensmittel-, Bedarfsgegenstände- und Futtermittelgesetzbuch.